# Kelly Fitzgerald
Kelly Maureen Fitzgerald (født 20. oktober 1994) er en kvindelig amerikansk fodboldspiller, der spiller midtbane for HB Køge i Gjensidige Kvindeligaen.

## Karriere

### California Golden Bears
Hendes ungdomskarriere startede på University of California eller som deres fodboldhold hedder California Golden Bears, fra 2013 til 2017. Hun var en markant profil og holdet og markerede sig bl.a. som holdets anfører på den defensive midtbane.

### Stabæk Fotball
Hun annoncerede i marts 2018, skiftet til den norske topklub Stabæk Fotball i Toppserien på en professionel kontrakt. I klubben spillede hun indtil december 2018, hvor hun i alt spillede 21 officielle klubkampe og scorede sammenlagt 2 ligamål.

### Utah Royals FC
Hun valgte derefter at spille hele 2020, på reserveholdet for National Women's Soccer League-klubben (NWSL) Utah Royals FC. Hun trænede og spillede med blandt kendte fodboldspillere som Amy Rodriguez, Rachel Corsie, Kelley O'Hara og Diana Matheson.

### HB Køge
I august 2020, skiftede Fitzgerald til storsatsende HB Køge, der netop havde sikret sig oprykning til den bedste danske række Elitedivisionen. Siden skiftet har hun været fast starter for klubbens førstehold og var også til at finde på All-Star holdet i Gjensidige Kvindeligaen sæson 2020-21, på midtbanepositionen.
Med klubben vandt hun også det danske mesterskab i 2021, for første gang i klubbens historie. Samtidig kvalificerede holdet sig også til klubbens førte UEFA Women's Champions League, den kommende sæson.

## Meritter
- Elitedivisionen
  - Guld: 2021[8]